# Teatro Municipal de Brno

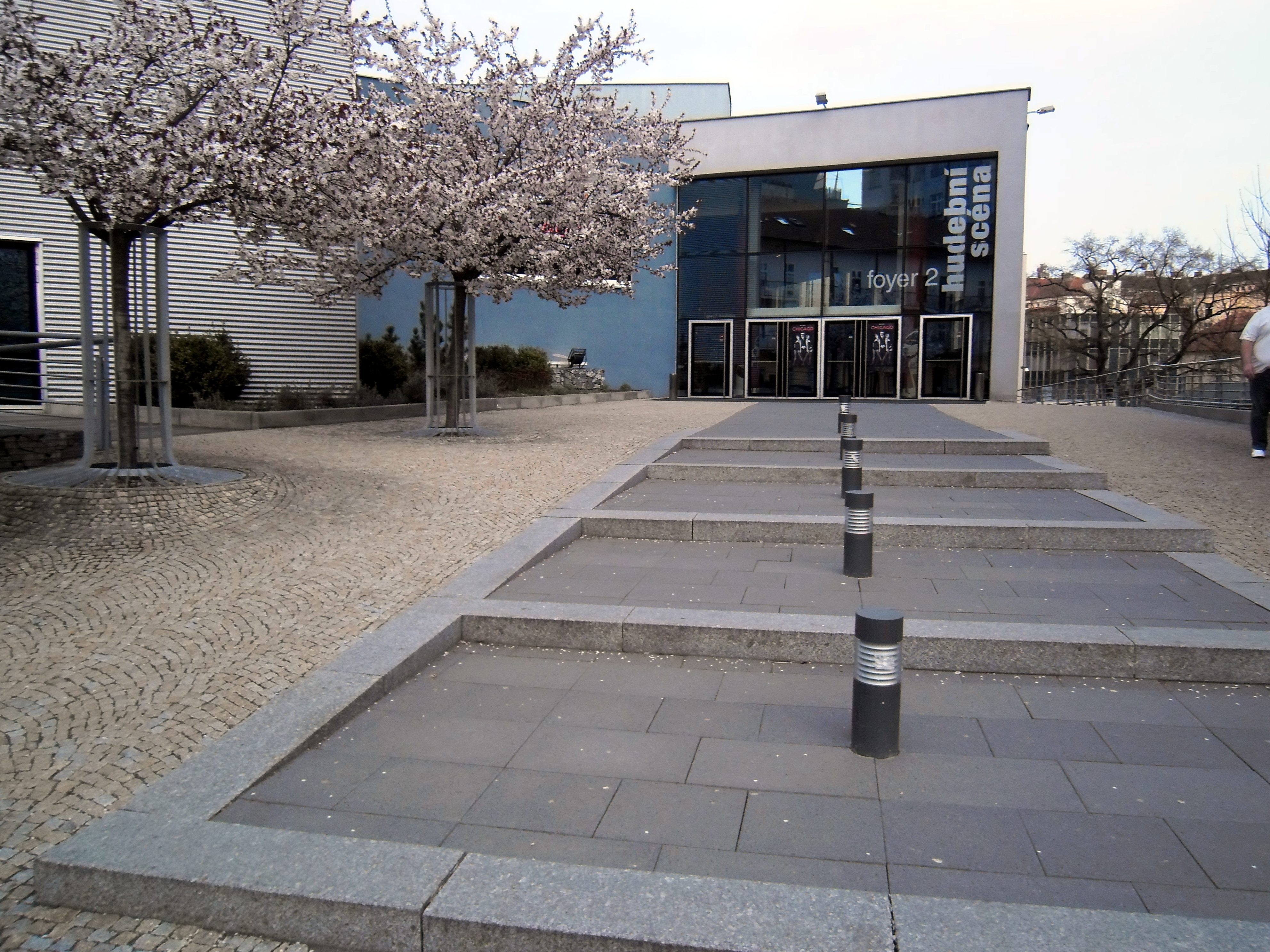
Teatro de la Ciudad de Brno

El Teatro de la Ciudad de Brno (en checo: Městské divadlo Brno, abreviado MdB) es un teatro emplazado en la calle Lidická, en el distrito central de la ciudad de Brno, en la República Checa.

## Historia
Al poco de terminar la Segunda Guerra Mundial, durante el verano de 1945, el Teatro Libre (Svobodné divadlo) fue fundado en la calle Falkensteiner por personas próximas al director Milan Pásek, con el apoyo del profesor Jiří Kroha. Desde sus comienzos, acogió principalmente a artistas jóvenes para que pudieran representar obras de autores contemporáneos. Sería el segundo teatro de la ciudad después del Teatro Mahen (Mahenovo divadlo). Con el tiempo, cambió varias veces de denominación: Teatro Municipal y Regional (Městské a oblastní divadlo) en 1949, Teatro Territorial Regional (Krajské oblastní divadlo) en 1950, y, a lo largo de esa década y las posteriores, Teatro Hermanos Mrštík (Divadlo bratří Mrštíků), en honor a Alois y Vilém Mrštík.
En 1988, debido a una nueva regulación, el teatro se fusionó con otros teatros de distintos géneros: el satírico Večerní Brno y el teatro de títeres Loutkové divadlo Radost.
Tras la Revolución de Terciopelo, el teatro se renombró como Teatro Municipal de Brno (Městské divadlo Brno), y en 1990 Jan Kolegar fue elegido como su director. Jan Moša, anterior productor, dramaturgo y desde 1990 director artístico de drama, asumió la dirección en 1992. Se encargó de la reconstrucción en el antiguo cine de la calle Lidická, donde se erige el teatro en la actualidad.
En 1995, el teatro pasó por un proceso de restauración, principalmente del escenario. También se renovó el conjunto teatral. En los años 1990, el teatro se centró principalmente en producción de teatro musical, empleando para ello a graduados de la Academia Janáček de Música y Artes Dramáticas de Brno.